# Les Loges, Seine-Maritime
Les Loges är en kommun i departementet Seine-Maritime i regionen Normandie i norra Frankrike. Kommunen ligger i kantonen Fécamp som tillhör arrondissementet Le Havre. År 2022 hade Les Loges 1 115 invånare.

## Befolkningsutveckling
Antalet invånare i kommunen Les Loges
| Referens: INSEE |